# Viktor Nestrašil
Viktor Nestrašil (* 31. prosince 1996) je bývalý český lední hokejista, hrající na pozici útočníka. Pochází ze čtyř sourozenců – má starší bratry Andreje, Borise a mladšího Václava, kteří všichni hrají hokej.
Viktor během sezóny 2012/2013 nastupoval v pražském klubu HC Letci Letňany za hráče do osmnácti let. V následující sezónu přestoupil do stejné věkové kategorie v HC Slavia Praha. Za tu nastupoval také ve vyšších věkových kategoriích, v sezóně 2015/2016 odehrál 11 utkání za její mužský tým. V roce 2016 odešel do finského Tappara, kde mimo juniorský tým nastoupil ke dvěma utkáním v Liize. Po návratu do Česka z důvodu zranění hrál v sezóně 2017/2018 v Prostějově, po roce v Kobře Praha nastupoval v ročníku 2019/2020 za prvoligový HC Frýdek-Místek a za Solway Sharks ve druhé britské lize.